# Вещательная корпорация Ливийской Джамахирии
Вещательная Корпорация Ливийской Джамахирии (ВКЛД) (араб. الهيئة العامة لإذاعات الجماهيرية العظمى‎) — государственная вещательная организация в Ливии, существовавшая в период правления Муаммара Каддафи. ВКЛД распространяла новости в координации с информационным агентством Джамахирии в соответствии с законами штата, контролирующими ливийские СМИ.
С 1974 по 2011 г. — член ЕВС.

## История
ВКЛД имела студии в Триполи и Бенгази и вещала на арабском и английском языках. С сентября 1971 года также транслировались специальные программы для оккупированных Израилем территорий (Газа и Западный берег Реки Иордан).
Во время гражданской войны в Ливии в 2011 году НАТО обозначило программы, выпускаемые ВКЛД, как «передачи террора» и 30 июля бомбило спутниковые системы телекомпании. ВКЛД опубликовал заявление о том, что в результате нападения трое сотрудников были убиты и 15 ранены. Впоследствии нападения подверглись критике в Совете Безопасности ООН. Несколько послов указали, что Резолюция 1973 разрешает НАТО только защищать гражданских лиц.
Ливийская телеведущая Гала аль-Мисрати стала всемирно известной благодаря появлению 21 августа 2011 года, в котором Мисрати с пистолетом в руке объявила, что «готова защищать станцию до самой своей смерти». На следующий день, 22 августа 2011 г., повстанцы заняли штаб-квартиру ВКЛД, трансляция была прекращена, а Мисрати была арестована и заключена в тюрьму.
На месте ВКЛД в ноябре 2011 года была образована Libyan Radio and Television (LRT)
31 декабря 2011 года Абдулла Накер пригрозил закрыть египетское посольство в Триполи, если Египет не закроет спутниковый телеканал, который все еще транслировал выступления Каддафи. Станция, которую можно принимать через египетский спутник Nilesat, как сообщается, финансируется бизнесменами, которые остаются верными Каддафи.

## Организация
ВКЛД обслуживало 50 сотрудников. Они были организованы в четыре отдела; редактирование новостей, программирование, дизайн, обслуживание и операции в офисах в Триполи.

## Каналы

### Телеканалы
- Аль-Джамахирия ТВ — основной телеканал
- Аль-Мадина ТВ — развлекательный канал
- Спутниковый канал «Аль-Джамахирия» — международный спутниковый канал
- Аль-Мунаваа
- Аль-Хидая Аль-Либия
- Аль-Шабабия — молодежное программирование
- Аль-Либия (ранее — Аль-Джамахирия 2) — общественно-развлекательный канал.
- Аль-Бадил
- Al Jamahiriya TV — англоязычный канал
- Ливия аль-Риадия — спортивный канал

### Радиоканалы
- Радио Джамахирия 103.4 MHz — основная радиостанция
- Голос ливийского народа (Voice of the Libyan People) — международная радиостанция